# 运动神经元
运动神经元（英文：Motor neuron）是一种位于大脑运动皮层，或脑干，或脊髓的神经元，其轴突（传出神经纤维）可延伸至脊髓内部或脊髓外部。运动神经元可分为上部运动神经元及下部运动神经元。上部运动神经元存在于运动皮层或脑干中，向下将信息传递至脊髓中的中间神经元甚至下部运动神经元。而下部运动神经元的轴突则可进一步形成传出神经（如运动神经），将信息从脊髓内传出至效应器（effector），大多为器官或组织（如肌肉）。下部运动神经元可继续细分为Alpha型、Beta型以及Gamma型。
一个运动神经元可支配多个肌细胞（通过神经肌肉接点），一个肌细胞在一次肌束震颤中能产生多次动作电位。肌束震颤可通过强直收缩叠加，而个体震颤则可变得无法识别，肌肉张力平缓上升、最终见顶。